# 경기도사이버도서관
경기도사이버도서관(Gyeonggi-do Cyber Library)은 경기도에서 설립한 인터넷 공공 도서관이다.

## 연혁
경기도사이버도서관은 2001년 6월 21일 설립되었다. 2018년 6월 4일 경기도사이버도서관 전자책 전용 앱이 출시되었다.